# Trekejsarförbundet
Trekejsarförbundet (tyska: Dreikaiserbund) var en allians mellan kejsarna av Tyskland, Österrike-Ungern och Ryssland. Den förbereddes genom ett möte i Berlin år 1873 och bekräftades i ett allianstraktat 1881.
Syftet med förbundet var att bevara Europas fred och maktbalans. Vid ett eventuellt krigsutbrott där en stat var inblandad skulle de andra förhålla sig neutrala. Motsättningarna mellan Österrike-Ungern och Ryssland i frågor rörande Balkanhalvön, medförde att Tysklands rikskansler Otto von Bismarck, som var Tysklands verklige styresman under Vilhelm I:s regeringstid, valde att ersätta Trekejsarförbundet med återförsäkringstraktaten 1887, som endast omfattade Ryssland och Tyskland.

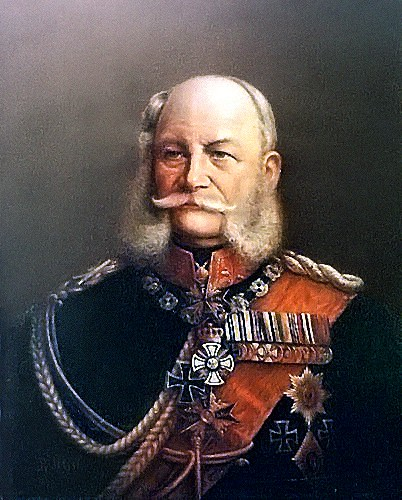
Vilhelm I av Tyskland.
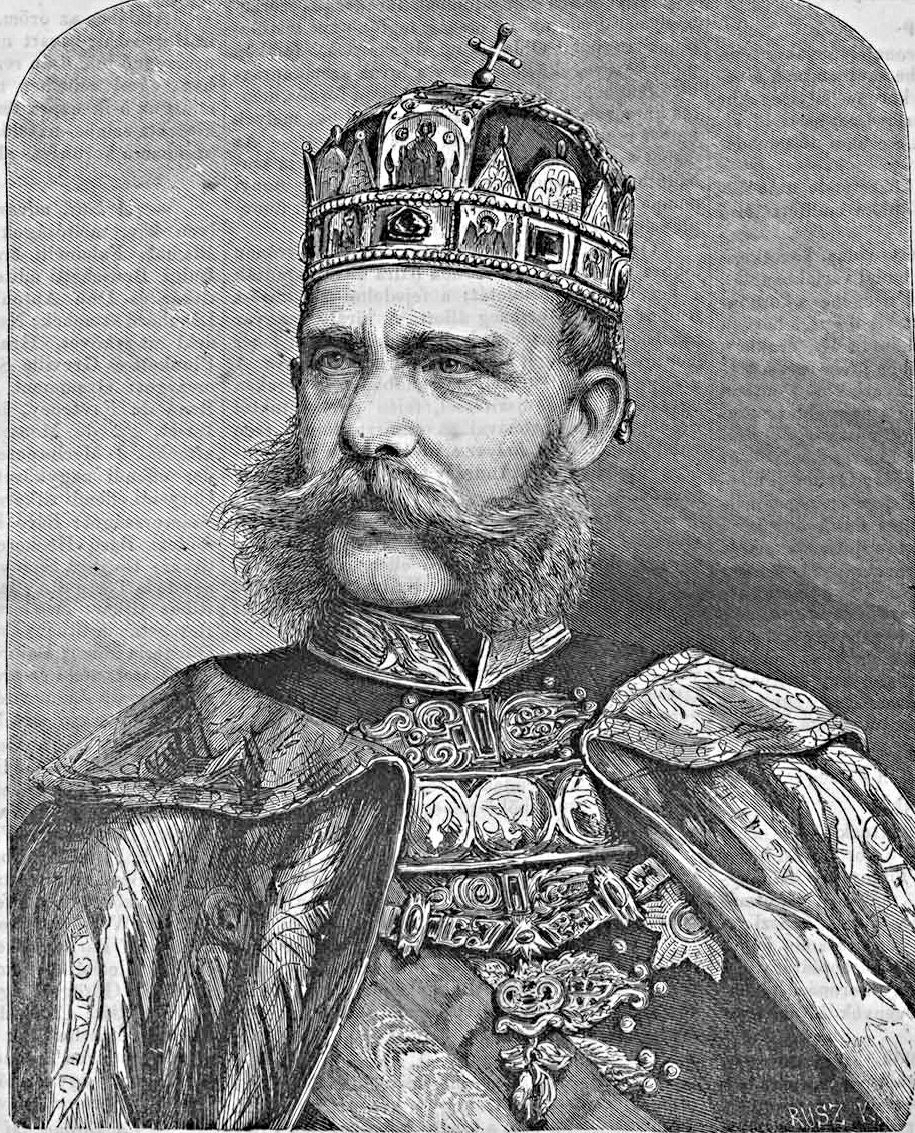
Frans Josef I av Österrike.
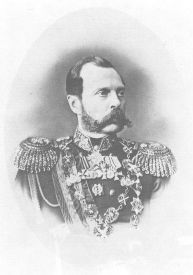
Alexander II av Ryssland.